# Sint-Pauluskerk (Petegem-aan-de-Leie)

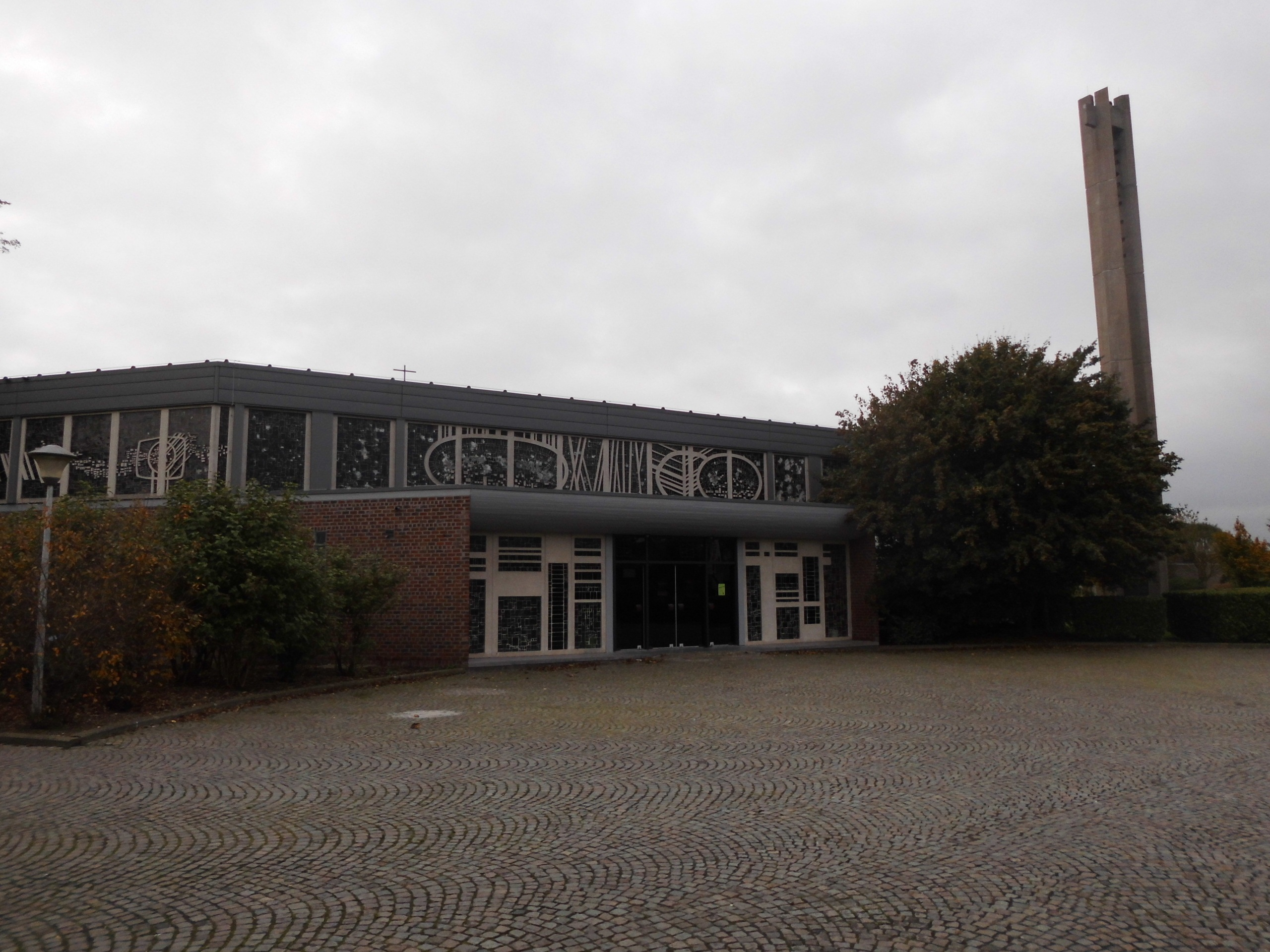
Sint-Pauluskerk

De Sint-Pauluskerk is een rooms-katholiek kerkgebouw in de tot de Oost-Vlaamse stad Deinze behorende plaats Petegem-aan-de-Leie, aan de Oostkouterlaan.
Deze kerk werd gebouwd in 1977 en behoorde bij een nieuwe wijk die vanaf 1965 nabij het centrum werd aangelegd. Architect was E. Baeyens. De zaalkerk is gebouwd in de stijl van het naoorlogs modernisme en heeft een vijfhoekige plattegrond. De open betonnen klokkentoren staat los van het kerkgebouw.
In 2020 zou de kerk worden onttrokken aan de eredienst. Herbestemming tot gemeenschapscentrum werd in 2018 overwogen .